# Ingeborg-Bachmann-Preis 2018

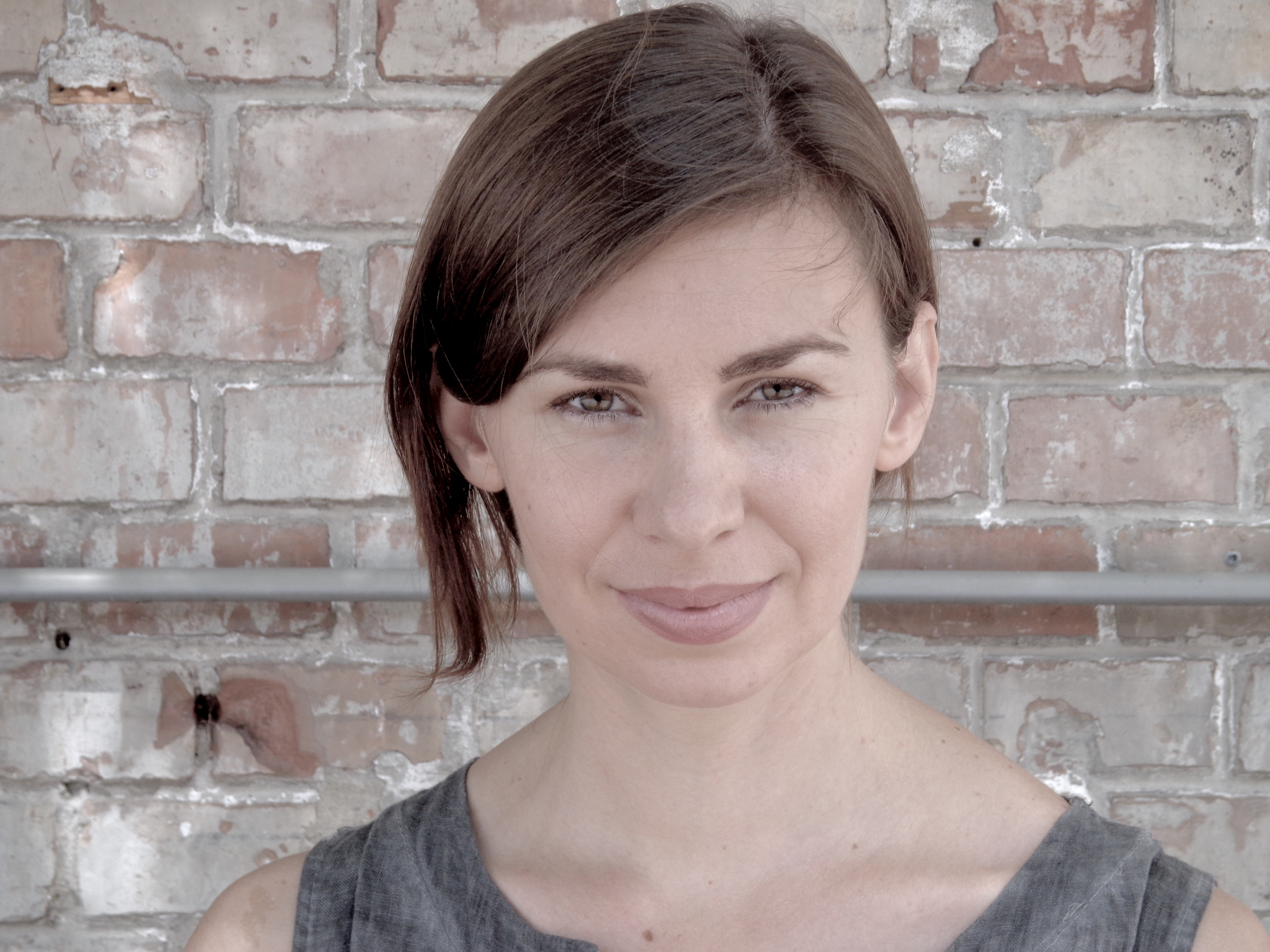
Tanja Maljartschuk (2016), Gewinnerin des Ingeborg-Bachmann-Preises 2018

Der Ingeborg-Bachmann-Preis 2018 ist der 42. Wettbewerb um den Literaturpreis im Rahmen der Tage der deutschsprachigen Literatur. Die Veranstaltung fand vom 4. bis 8. Juli 2018 im Klagenfurter ORF-Theater des Landesstudios Kärnten statt und wurde von Christian Ankowitsch moderiert. Am 4. Juni 2018 wurden die Autoren bekanntgegeben, die in Klagenfurt im Hauptwettbewerb lesen werden. Neun Teilnehmer kamen aus Deutschland, zwei aus der Schweiz, jeweils eine Teilnehmerin aus der Türkei, der Ukraine und Österreich. Die 19. Klagenfurter Rede zur Literatur hielt der Jury-Preisträger des Bachmann-Preises 2003 Feridun Zaimoglu unter dem Titel „Der Wert der Worte“.

## Autoren
Die Auslosung der Lesereihenfolge erfolgte am 4. Juli 2018.

### Erster Lesetag
- Raphaela Edelbauer, Österreich, Das Loch, eingeladen von Klaus Kastberger
- Martina Clavadetscher, Schweiz, SCHNITTMUSTER, eingeladen von Hildegard E. Keller
- Stephan Lohse, Deutschland, Lumumbaland, eingeladen von Hubert Winkels
- Anna Stern, Schweiz, Warten auf Ava, eingeladen von Hildegard E. Keller
- Joshua Groß, Deutschland, Flexen in Miami, eingeladen von Insa Wilke

### Zweiter Lesetag
- Corinna T. Sievers, Deutschland, Der Nächste, bitte!, eingeladen von Nora Gomringer
- Ally Klein, Deutschland, Carter, eingeladen von Michael Wiederstein
- Tanja Maljartschuk, Ukraine, Frösche im Meer, eingeladen von Stefan Gmünder
- Bov Bjerg, Deutschland, SERPENTINEN, eingeladen von Klaus Kastberger
- Anselm Neft, Deutschland, Mach’s wie Miltos!, eingeladen von Nora Gomringer

### Dritter Lesetag
- Jakob Nolte, Deutschland, Tagebuch einer jungen Frau, die am Fall beteiligt war, eingeladen von Hubert Winkels
- Stephan Groetzner, Deutschland, DESTINATION:AUSTRIA, eingeladen von Stefan Gmünder
- Özlem Özgül Dündar, Türkei[1], und ich brenne, eingeladen von Insa Wilke
- Lennardt Loß, Deutschland, Der Himmel über A9, eingeladen von Michael Wiederstein[7]

## Juroren
- Hubert Winkels (Juryvorsitz seit 2015)
- Stefan Gmünder
- Nora Gomringer
- Klaus Kastberger
- Hildegard Elisabeth Keller
- Michael Wiederstein
- Insa Wilke

Neu in die Jury kamen Nora Gomringer (Bachmannpreisträgerin 2015) und Insa Wilke, die die bisherigen Jurymitglieder Meike Feßmann und Sandra Kegel ersetzten.

## Preise
Am 7. Juli 2018 wurde online für den Publikumspreis abgestimmt. Am 8. Juli 2018 gab die Jury eine sieben Namen umfassende Shortlist bekannt, aus deren Kreis anschließend in öffentlicher Abstimmung die Preise vergeben wurden. Auf der Shortlist befanden sich Bov Bjerg, Özlem Özgül Dündar, Raphaela Edelbauer, Joshua Groß, Ally Klein, Tanja Maljartschuk und Anna Stern.
- Ingeborg-Bachmann-Preis (dotiert mit 25.000 Euro): Tanja Maljartschuk
- Deutschlandfunk-Preis (gestiftet von Deutschlandradio, dotiert mit 12.500 Euro): Bov Bjerg
- Kelag-Preis (dotiert mit 10.000 Euro): Özlem Özgül Dündar
- 3sat-Preis (dotiert mit 7.500 Euro): Anna Stern
- BKS-Bank-Publikumspreis (dotiert mit 7.000 Euro): Raphaela Edelbauer
- Stadtschreiber-Stipendium der Stadt Klagenfurt (5.000 Euro; gekoppelt an den Publikumspreis):  Raphaela Edelbauer